# اویونی
اویونی (به اسپانیایی: Uyuni) یک منطقهٔ مسکونی در بولیوی است که در Uyuni Municipality واقع شده‌است. اویونی ۲۹٫۶۷۲ نفر جمعیت دارد.

## نگارخانه

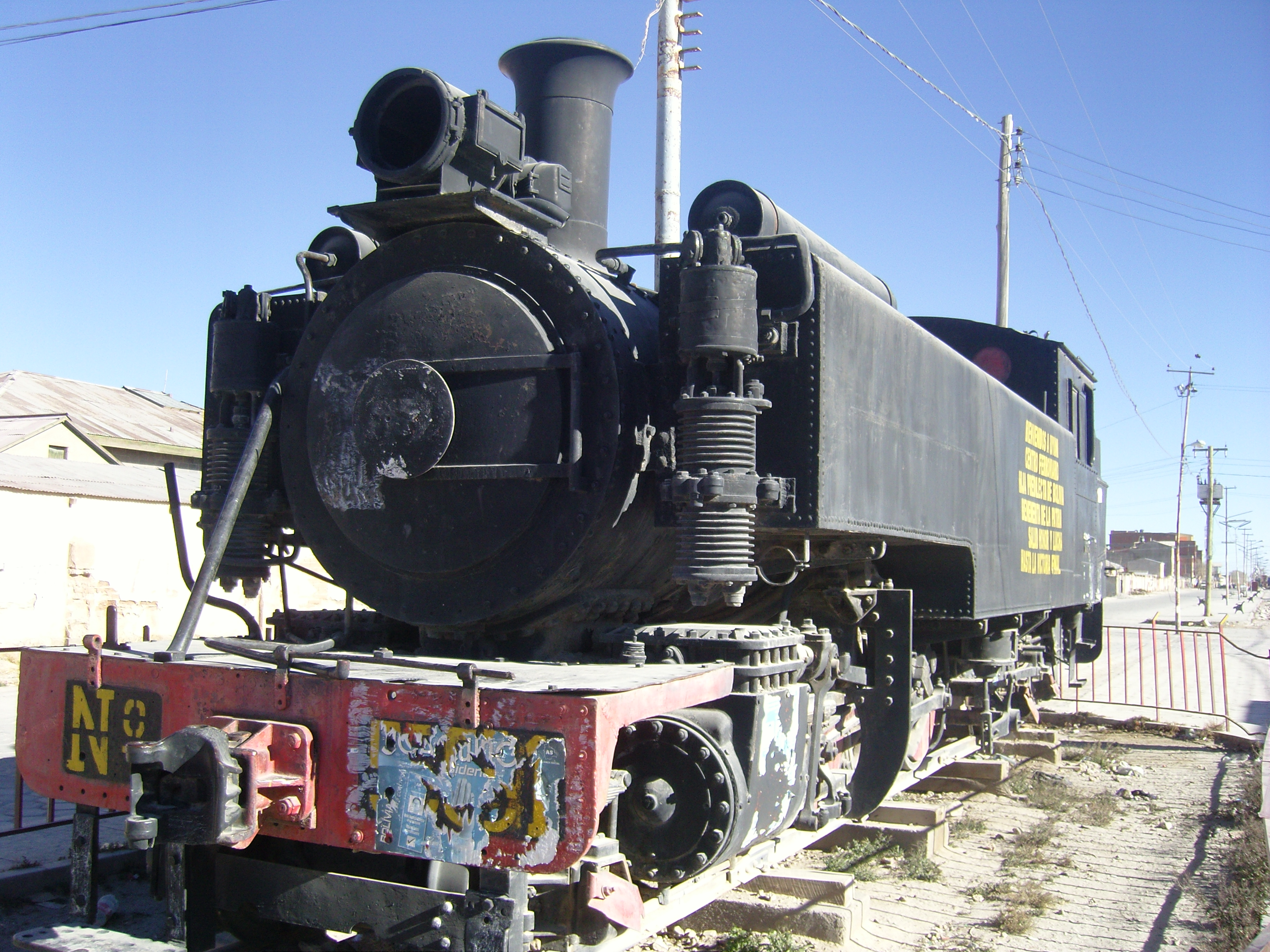
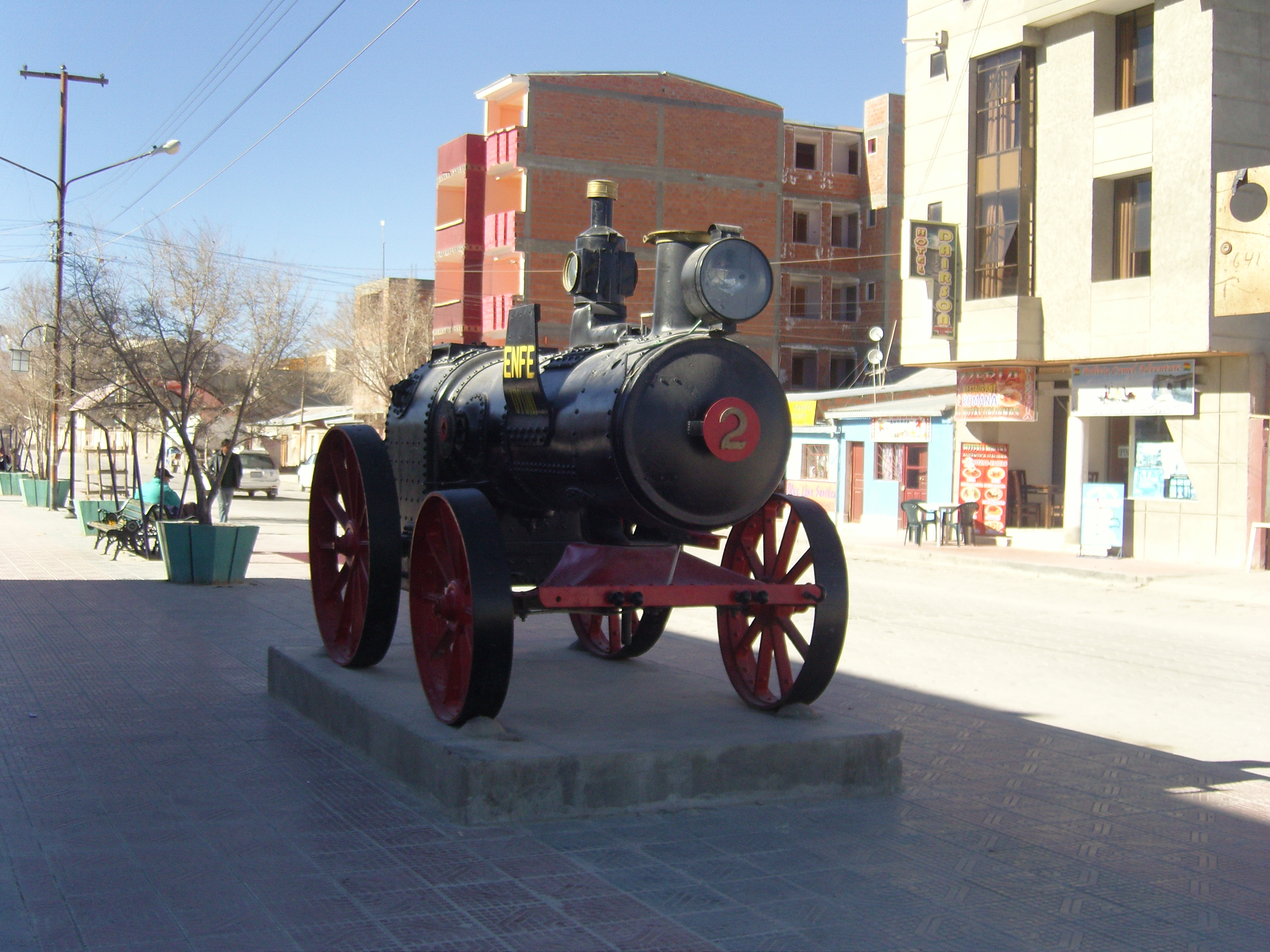
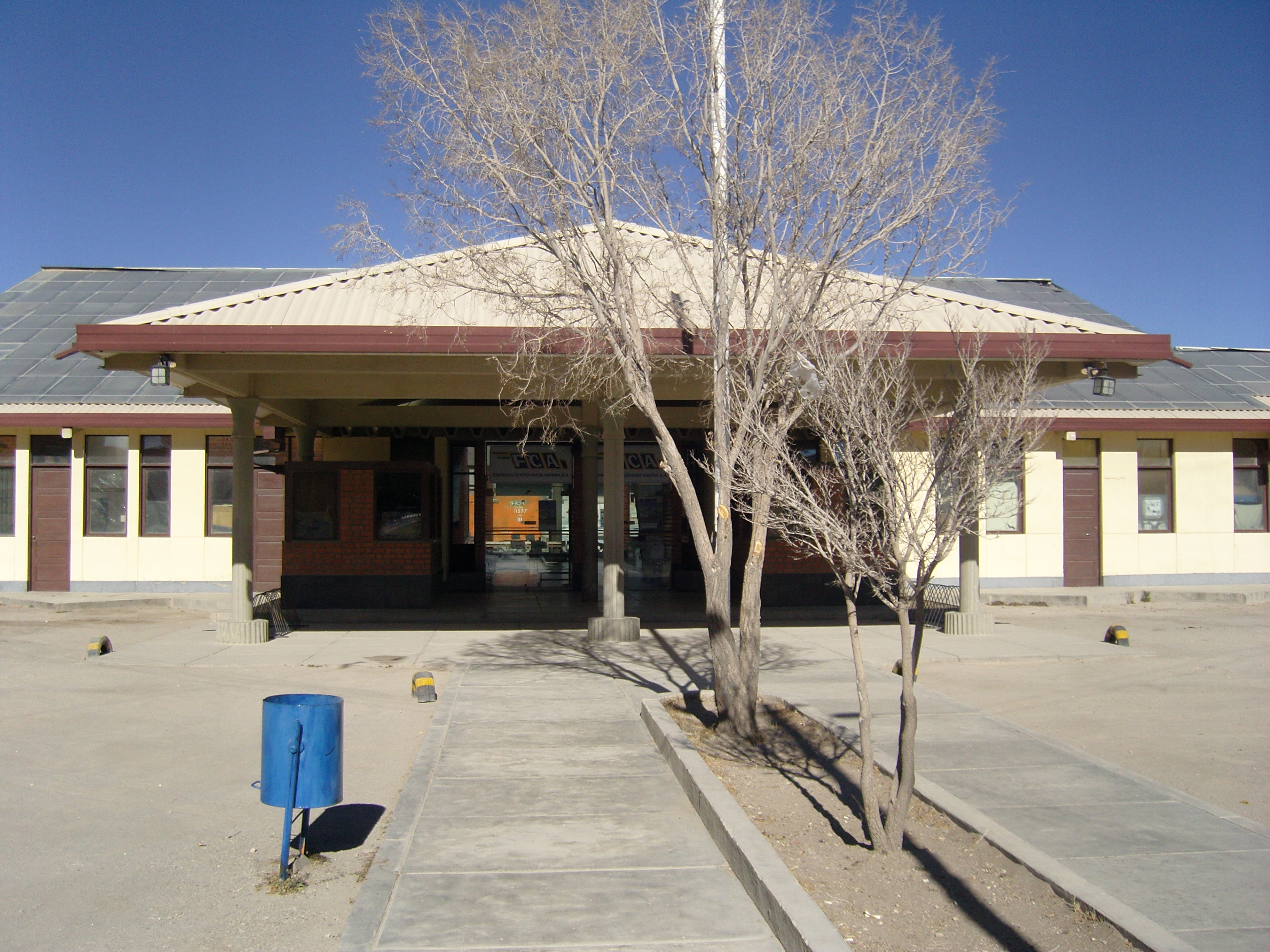
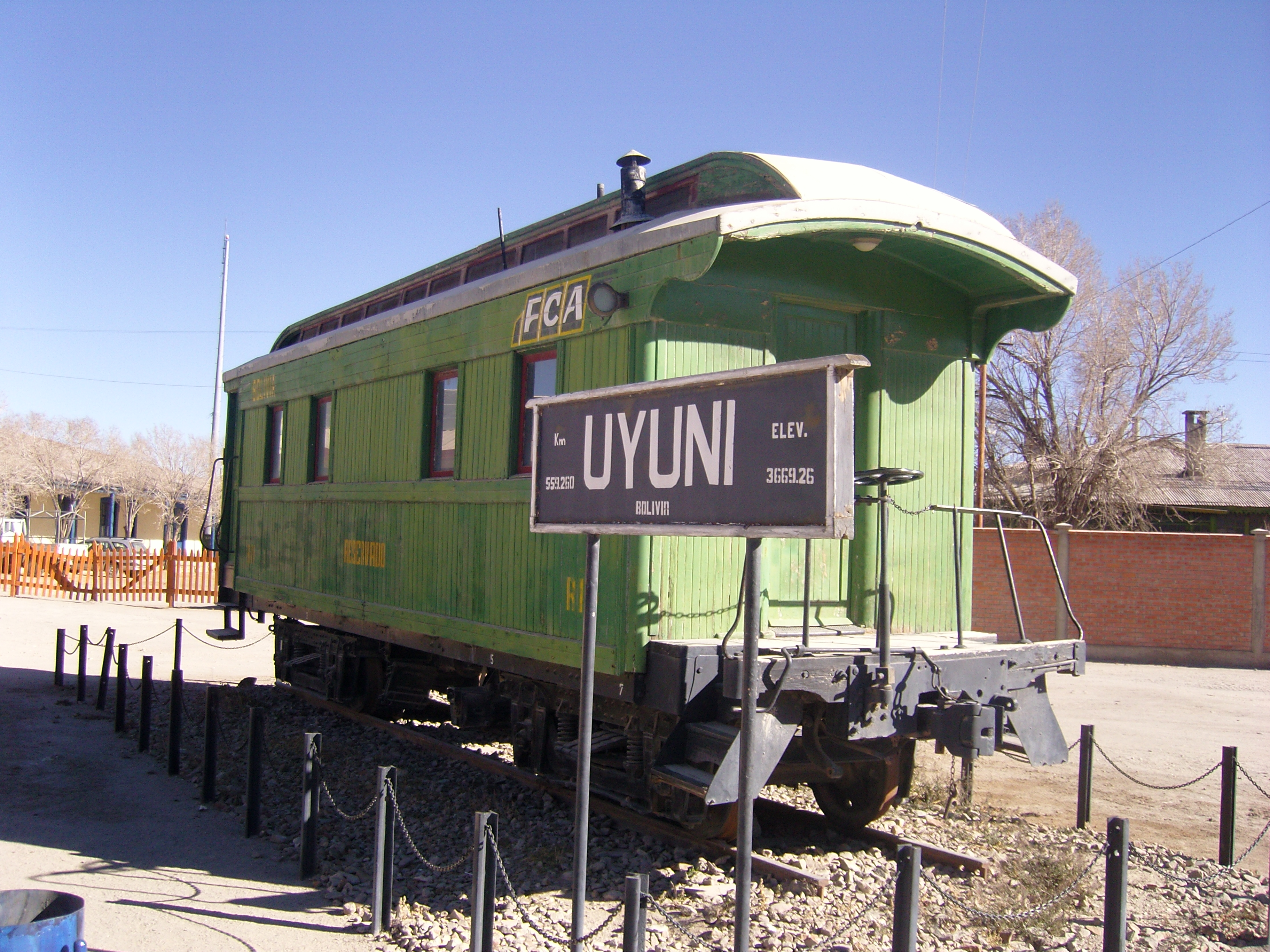
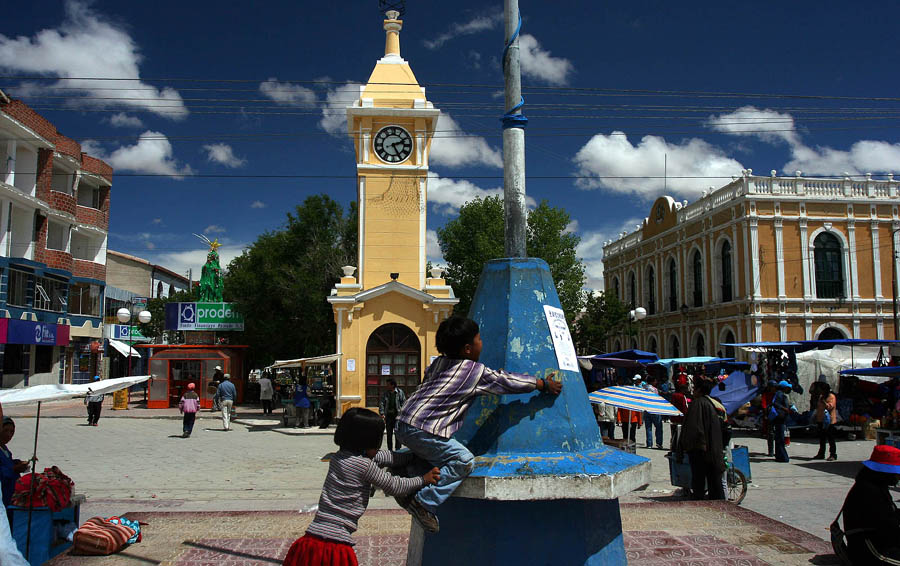